# Saga Nidrstigningar
Saga Nidrstigningar (o saga de descenso a los infiernos) es un trabajo en nórdico antiguo, traducido y actualizado con subtítulos en latín en el siglo XII, una fuente rica de arte eclesiástico noruego medieval. Es un breve texto de diez capítulos que describe un drama cósmico de los poderes celestiales y la descripción de los infiernos, la versión nórdica del apócrifo Evangelio de Nicodemo.
Los personajes principales son Moisés y los profetas Isaías y Miqueas y la serpiente de Midgard, un encuentro cultural entre los textos bíblicos y la cultura del antiguo repertorio cristiano nórdico sobre las fuerzas del bien y el mal, que culmina nombrando al diablo como «Jøtul Satanás, el príncipe en el Reino».